# Vòng loại Giải vô địch bóng đá nữ thế giới 2011 (Bảng 7 UEFA)
Bảng 7 Vòng loại Giải vô địch bóng đá nữ thế giới 2011 khu vực châu Âu là một trong các bảng đấu loại do UEFA tổ chức để chọn đội tham dự Giải vô địch bóng đá nữ thế giới 2011. Bảng gồm các đội Ý, Phần Lan, Bồ Đào Nha, Slovenia và Armenia.
Đội đầu bảng Ý giành quyền vào vòng play-off.

## Bảng xếp hạng
| Đội        | Tr | T | H | B | BT | BB | HS  | Đ  |
| ---------- | -- | - | - | - | -- | -- | --- | -- |
| Ý          | 8  | 7 | 1 | 0 | 38 | 3  | +35 | 22 |
| Phần Lan   | 8  | 6 | 1 | 1 | 25 | 6  | +19 | 19 |
| Bồ Đào Nha | 8  | 4 | 0 | 4 | 17 | 10 | +7  | 12 |
| Slovenia   | 8  | 2 | 0 | 6 | 7  | 27 | −20 | 6  |
| Armenia    | 8  | 0 | 0 | 8 | 1  | 42 | −41 | 0  |

|            | Armenia | Phần Lan | Ý   | Bồ Đào Nha | Slovenia |
| ---------- | ------- | -------- | --- | ---------- | -------- |
| Armenia    | –       | 0–4      | 0–8 | 0–3        | 1–5      |
| Phần Lan   | 7–0     | –        | 1–3 | 4–1        | 4–1      |
| Ý          | 7–0     | 1–1      | –   | 2–0        | 6–0      |
| Bồ Đào Nha | 7–0     | 0–1      | 1–3 | –          | 1–0      |
| Slovenia   | 1–0     | 0–3      | 0–8 | 0–4        | –        |

## Kết quả
| Armenia | 0–4      | Phần Lan                                  |
| ------- | -------- | ----------------------------------------- |
|         | Chi tiết | Talonen 1', 40' · Saari 78' · Malaska 88' |

| Slovenia | 0–8      | Ý                                                                                     |
| -------- | -------- | ------------------------------------------------------------------------------------- |
|          | Chi tiết | Conti 3', 13', 41' · Gabbiadini 14', 29' · Carissimi 40' · Fuselli 81' · Panico 90+3' |

| Ý               | 2–0      | Bồ Đào Nha |
| --------------- | -------- | ---------- |
| Panico 45', 65' | Chi tiết |            |

| Armenia | 0–8      | Ý                                                                                            |
| ------- | -------- | -------------------------------------------------------------------------------------------- |
|         | Chi tiết | Tona 12' · Conti 25', 83' (ph.đ.) · Gama 29', 68' · Fuselli 55' · Schiavi 70' · Panico 90+2' |

| Slovenia | 0–3      | Phần Lan                                         |
| -------- | -------- | ------------------------------------------------ |
|          | Chi tiết | Österberg Kalmari 61' · Salmén 67' · Sjölund 68' |

| Armenia                 | 1–5      | Slovenia                                                 |
| ----------------------- | -------- | -------------------------------------------------------- |
| Mangasaryan 74' (ph.đ.) | Chi tiết | Milenkovič 25' · Tibaut 41' · Zver 54', 75' · Vrabel 63' |

| Bồ Đào Nha | 0–1      | Phần Lan  |
| ---------- | -------- | --------- |
|            | Chi tiết | Saari 49' |

| Phần Lan                                                                | 7–0      | Armenia |
| ----------------------------------------------------------------------- | -------- | ------- |
| Österberg Kalmari 2', 34', 77' · Sjölund 19', 38', 83' · Rantanen 45+1' | Chi tiết |         |

| Slovenia | 0–4      | Bồ Đào Nha                                                                |
| -------- | -------- | ------------------------------------------------------------------------- |
|          | Chi tiết | Ana Borges 50' · Carla Couto 68' · Sónia Matias 76' · Edite Fernandes 77' |

| Ý                                                                                     | 7–0      | Armenia |
| ------------------------------------------------------------------------------------- | -------- | ------- |
| Tona 1' · Conti 40' · Gabbiadini 50', 80' · Panico 52', 90+4' · Camporese 77' (ph.đ.) | Chi tiết |         |

| Slovenia       | 1–0      | Armenia |
| -------------- | -------- | ------- |
| Milenkovič 56' | Chi tiết |         |

| Bồ Đào Nha     | 1–3      | Ý                                     |
| -------------- | -------- | ------------------------------------- |
| Ana Borges 41' | Chi tiết | Tona 24' · Panico 43' · Camporese 70' |

| Ý              | 1–1      | Phần Lan       |
| -------------- | -------- | -------------- |
| Gabbiadini 18' | Chi tiết | Tiilikainen 4' |

| Bồ Đào Nha | 7–0      | Armenia |
| --- | -------- | ------- |
| Edite Fernandes 22', 49', 86' · Sílvia Rebelo 27' · Cláudia Neto 33' · Sofia Vieira 40' (ph.đ.) · Carole Costa 44' | Chi tiết |         |

| Phần Lan                                                | 4–1      | Bồ Đào Nha          |
| ------------------------------------------------------- | -------- | ------------------- |
| Österberg Kalmari 28', 44' (ph.đ.), 58' · Sällström 70' | Chi tiết | Edite Fernandes 22' |

| Ý | 6–0      | Slovenia |
| --- | -------- | -------- |
| Gabbiadini 2' · Domenichetti 29' · Camporese 37' (ph.đ.) · Golob 69' (l.n.) · Conti 73' · Panico 78' | Chi tiết |          |

| Phần Lan      | 1–3      | Ý                                              |
| ------------- | -------- | ---------------------------------------------- |
| Sällström 49' | Chi tiết | Conti 5' · Gabbiadini 66' · Parisi 70' (ph.đ.) |

| Bồ Đào Nha      | 1–0      | Slovenia |
| --------------- | -------- | -------- |
| Inês Borges 46' | Chi tiết |          |

| Armenia | 0–3      | Bồ Đào Nha                                |
| ------- | -------- | ----------------------------------------- |
|         | Chi tiết | Dolores Silva 31', 64' · Carole Costa 55' |

| Phần Lan                                      | 4–1      | Slovenia |
| --------------------------------------------- | -------- | -------- |
| Sällström 16', 70', 89' · Sjölund 79' (ph.đ.) | Chi tiết | Zver 27' |